# Lágrima artificial

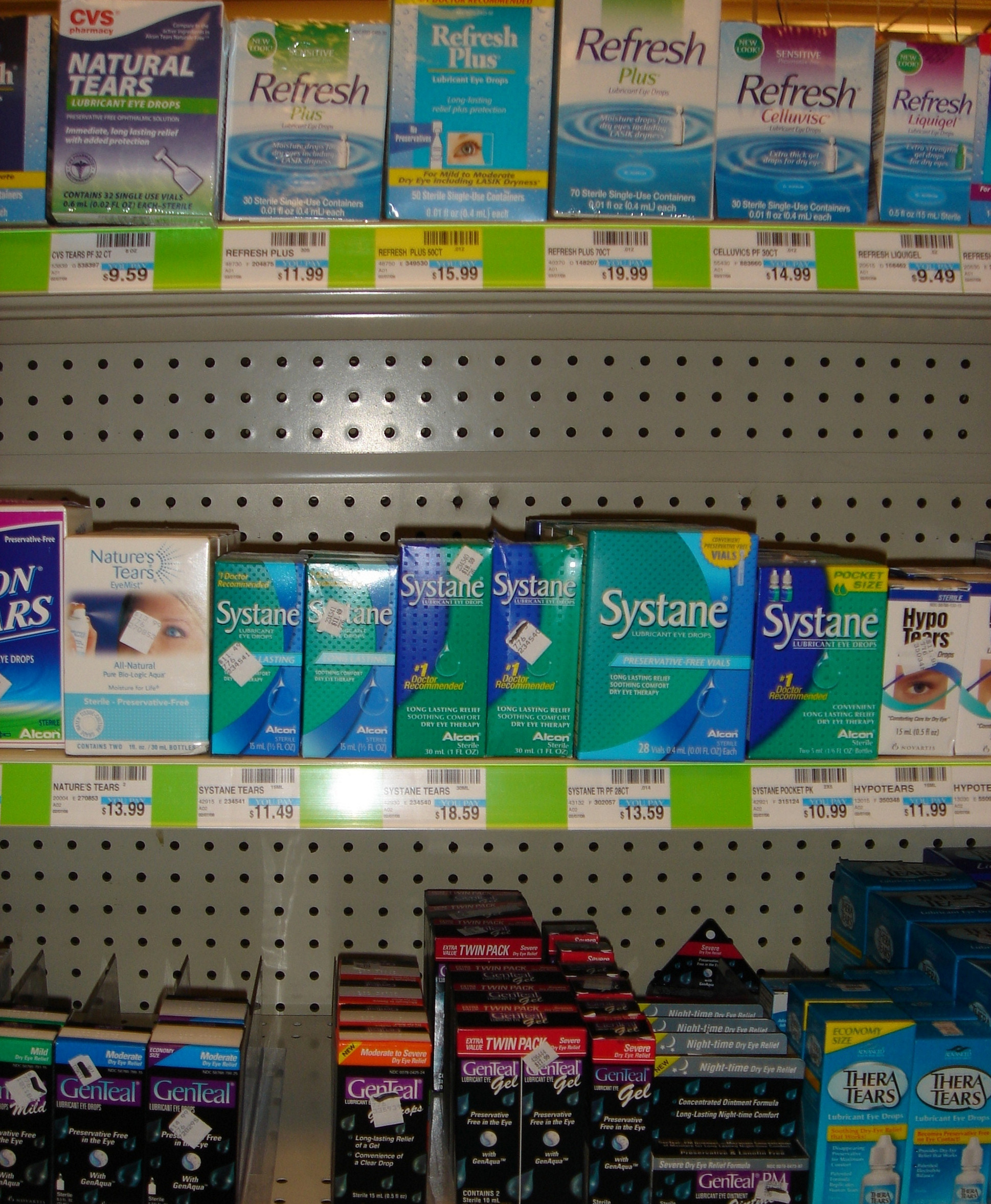
Expositor con varias marcas de lágrimas artificiales

Las lágrimas artificiales son un producto farmacéutico cuya finalidad es suplir las lágrimas naturales en casos de sequedad ocular causada por déficit en la secreción de la glándula lagrimal o aumento en la evaporación, esta última circunstancia puede ocurrir en diversas anomalías, por ejemplo la parálisis del VII par (parálisis facial) que impide el cierre completo de los párpados. 
La sequedad ocular también llamada xeroftalmia o queratoconjuntivitis seca causa malestar y enrojecimiento ocular. Si no se trata, puede acabar por producir lesiones en la conjuntiva y la córnea.
Existen diferentes fórmulas comercializadas que se conocen comúnmente como lágrimas artificiales. Aunque son útiles y mejoran los síntomas producidos por la sequedad ocular, ninguna de ellas es capaz de emular a la lágrima natural que poseen unas características específicas difíciles de imitar.
Algunas de las fórmulas que se emplean habitualmente contienen sustancias conservantes que pueden no ser inocuas y causar lesiones en el epitelio de la córnea y la conjuntiva, por lo cual se tiende a utilizar productos en envases unidosis que no precisan conservantes.

## Características
Hasta la fecha no se ha conseguido obtener ningún producto con características idénticas a las lágrimas naturales, pues estas tienen una composición compleja con diversas sustancias activas que se degradan con rapidez. Además la lágrima natural se produce de forma constante, mientras que las artificiales solo se pueden administrar de forma intermitente.
Las principales características físico-químicas de la lágrima natural que se pretende imitar son la tensión superficial, pH, osmolaridad y lubricación/viscosidad.